# أميتريبتلينوكسيد
أميتريبتلينوكسيد (بالإنجليزية: Amitriptylinoxide) (والذي يُباع تحت الأسماء التجارية أميوكسيد، إكويليبرين، أمبيفالون) هو مضاد للاكتئاب ثلاثي الحلقات (TCA) والذي ظهر في الأسواق الأوروبية في السبعينيات لعلاج الاكتئاب.
يمتلك أميتريبتلينوكسيد تشابه بنيوي لأميتريبتيلين كما يعتبر مُستقلبًا له، ويمتلك آثار جانبية مماثلة، فضلا عن فعاليته المتعادلة في علاج الاكتئاب. ومع ذلك، يختلف أميتريبتلينوكسيد في ظهر تأثيره بشكل أسرع وآثار جانبية أقل، بما في ذلك انخفاض حدوث النعاس والتهدئة وأعراض مضادات الكولين مثل جفاف الفم والتعرق والدوخة وانخفاض ضغط الدم الانتصابي وسمية القلب. 
وفي دراسات خصائصه الداوئية وخاصةً الارتباط بالمستقبلات، وُجد أنه يعادل قوة ارتباط أميتريبتيلين بالمستقبلات العصبيةً، وخاصةّ فيما يتعلق بالتأثير المُثبّط لامتصاص السروتونين والنورأدرينالين، ومستقبلات مضاد الهستامين، ولكن مع ما يقرب من 60 أضعاف أقل قابلية لمستقبلات α 1 الأدرينالية، وارتباط أضعف من مضادات الاكتئاب ثلاثية الحلقات في ارتباطها بمستقبلات الأسيتيل كولين المسكارينية.
تبحث العديد من الدراسات استخدام أميتريبتلينوكسيد كدواء مساعد مع الأميتريبتيلين.